# Mount Westall
Mount Westall är ett berg i Australien. Det ligger i regionen Rockhampton och delstaten Queensland, omkring 620 kilometer nordväst om delstatshuvudstaden Brisbane. Toppen på Mount Westall är 533 meter över havet. Mount Westall ingår i Peninsula Range.
Mount Westall är den högsta punkten i trakten. Runt Mount Westall är det mycket glesbefolkat, med 2 invånare per kvadratkilometer.. Det finns inga samhällen i närheten. 
I omgivningarna runt Mount Westall växer i huvudsak städsegrön lövskog. Genomsnittlig årsnederbörd är 1 383 millimeter. Den regnigaste månaden är mars, med i genomsnitt 268 mm nederbörd, och den torraste är augusti, med 21 mm nederbörd.